# Pitivi
Pitivi (oorspronkelijk geschreven als PiTiVi) is een opensource-, niet-lineaire video-editor voor Linux ontwikkeld door Collabora. Het is de voormalige video-editor van Ubuntu. 

## Geschiedenis
Edward Hervey begon het werk aan PiTiVi in 2004 als een eindproject aan de EPITECH-ontwikkelaarsschool in Parijs. Pitivi was oorspronkelijk geschreven in C, maar werd 18 maanden later herschreven in Python. Versie 0.94 was de eerste versie die Python 3 gebruikte.
Na zijn afstuderen werd Edward aangenomen bij Fluendo om te werken aan GStreamer voor de volgende twee jaar, waarna Edward, samen met iemand anders, de afdeling Collabora's Multimedia oprichtte om Pitivi, GStreamer en de GNonlin-plug-ins te verbeteren. Collabora nam twee bijkomende werknemers aan om Pitivi te helpen ontwikkelen, wat zich weerspiegelt in het aantal bijdragen in de periode 2009-2010.
Versie 0.93 werd uitgebracht als bètaversie in maart 2014. Deze zou volgens de ontwikkelaars stabieler zijn dan de 0.15-reeks. Versie 0.94 volgde (ook als bètaversie) op 2 november 2014.